# Love Metal
Love Metal je četvrti studijski album finskog sastava HIM, objavljen 14. travnja 2003.
Na omotu albuma se nalazi heartagram (srcogram), zaštitni znak sastava. S ovim albumom, sastva je stekao svjetsku slavu. Singlovi s albuma su "Buried Alive By Love", "The Funeral of Hearts" i "The Sacrament". Naziv albuma najbolje opisuje žanr sastava. 

## Popis pjesama
1. "Buried Alive By Love" - 5:01
2. "The Funeral of Hearts" - 4:30
3. "Beyond Redemption" - 4:28
4. "Sweet Pandemonium" - 5:46
5. "Soul On Fire" - 4:00
6. "The Sacrament" - 4:32
7. "This Fortress of Tears" - 5:47
8. "Circle of Fear" - 5:27
9. "Endless Dark" - 5:35
10. "The Path" - 7:44
11. "Love's Requiem" - 8:36 (bonus pjesma)